# Betibú (film)
Betibú  è un film del 2014 diretto da Miguel Cohan.
Il soggetto è basato sul romanzo omonimo di Claudia Piñeiro.

## Trama
Dopo che Pedro Chazarreta viene trovato assassinato nel lussuoso quartiere extraurbano di Buenos Aires chiamato “La Maravillosa”, il quotidiano El Tribuno invia la romanziera detective Nurit Iscar, soprannominata Betibù, a vivere nel quartiere ove è avvenuto l'omicidio per investigare e poter pubblicare articoli di giornale sul caso. Aiutata da un giornalista veterano, Jaime Brena, Betibù inizia ad indagare sull'omicidio. Utilizzando una vecchia foto dell'adolescenza di Chazarreta, riuscirà a risolvere il mistero.